# Berghamn fjärden
Berghamn fjärden är en fjärd i Finland. Den ligger i Pargas stad i landskapet Egentliga Finland, i den sydvästra delen av landet, 200 km väster om huvudstaden Helsingfors.
Berghamn fjärden avgränsas av Berghamn i söder, Lilla Börsskär i väster, Helgklobb i nordväst, Holmen och Hönsnäs i norr samt av Sandö i öster. Den ansluter till Lövskärs fjärden i sydöst.